# Etheostoma asprigene
 Etheostoma asprigene és una espècie de peix de la família dels pèrcids i de l'ordre dels perciformes.

## Morfologia
Els mascles poden assolir els 7,1 cm de longitud total.

## Distribució geogràfica
Es troba a Nord-amèrica: a la conca del riu Mississippi que va des de Wisconsin i Minnesota fins a l'est de Texas i Louisiana.